# Orde Basilià Italià de Grottaferrata
L'Orde Basilià Italià de Grottaferrata, en llatí Ordo Basilianus Italiae, seu Cryptoferratensis, és un orde monàstic de l'Església catòlica de ritu bizantí, branca per tant dels basilians. Fou fundat en 1573 per a reunir els monestirs continuadors de la comunitat que va fundar Nil de Rossano al final del segle x i que s'establí a Grottaferrata en 1005. Els monjos que en formen part posposen al seu nom les sigles O.S.B.I.

## Història
Els primers monestirs de ritual oriental s'estableixen al sud d'Itàlia als segles VIII-IX, on la influència i la població grega eren importants. A més, les lluites a l'Imperi Romà d'Orient van provocar un èxode de grecs a Calàbria. El mateix Nil de Rossano, fundador de l'orde, era de família greco-calabresa.
L'abadia de Grottaferrata, a l'antic Tusculum, 18 km al sud de Roma, fou fundada per Nil de Rossano mesos abans de morir, per la qual cosa no arribà a veure-la en funcionament. L'any següent s'hi establiren els monjos basilians del monestir que havia fundat a San Demetrio Corone cap al 960 i que, en haver estat destruït pels sarraïns, s'havien anat establint en altres llocs fins a arribar a Grottaferrata. L'abadia s'aixecà vora les ruïnes d'una vil·la romana, sobre una la cel·la sepulcral (crypta ferrata) que s'atribueix a la filla de Ciceró, propietari de la vil·la, i que s'havia convertit al segle v en capella cristiana.
El Gran Cisma d'Orient no impedí que els monestirs basilians italians continuaren practicant la litúrgia bizantina i vivint d'acord amb la Regla de Sant Basili, però mantenint-se sota les directrius de la Santa Seu, formant l'Església Catòlica Oriental Italogrega. L'ús de la regla basiliana en l'Església catòlica fou finalment formalitzat en 1561 per Pius IV.
L'orde es difongué per la Itàlia meridional, tenint la protecció dels reis sicilians normands i sueus, destacant els monestirs de San Salvatore de Messina i San Salvatore d'Òtranto. Sota el domini de la Casa d'Anjou, però, començà el declivi i, de mica en mica, el nombre de monestir i monjos disminuí. L'exili de monjos grecs que seguí la caiguda de Constantinoble (1453) va donar prestigi i actualitat a les comunitats (el cardenal Bessarió fou abat de Grottaferrata), però no se'n recuperaren.
Davant el perill d'extinció de l'orde, el cardenal Sirlet instà Gregori XIII a ordenar en 1573 la unió dels monestirs grecs d'Itàlia en una congregació sota el control d'un superior general, que rebé el nom d'Orde Basilià d'Itàlia, dividint-se en les províncies de Sicília, Calàbria i Roma. Tot i que els monjos seguien la litúrgia grega, cada cop més s'inclinaven per adoptar-ne la llatina i alguns dels monestirs van fer-ho.

### Els basilians llatins d'Espanya
Al sud d'Espanya s'havien format algunes comunitats de monjos que seguien la Regla de Sant Basili, sense relació, però, amb els monestirs romans d'Orient, i que seguien la litúrgia i el ritual llatí. Un dels primers fou el monestir de Santa María de Oviedo, a la diòcesi de Jaén (Andalusia), format per Bernardo de la Cruz i altres eremites.

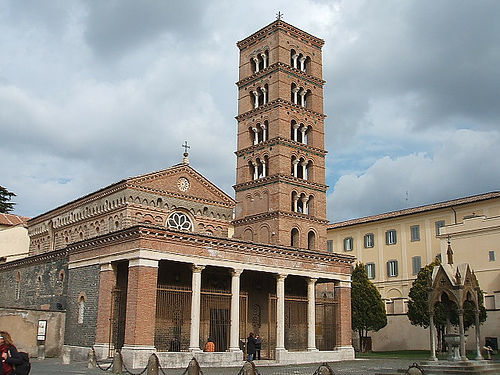
Abadia de Grottaferrata.

Pius VI posà aquesta comunitat sota la jurisdicció de l'abadia de Grottaferrata em 1561. Els monestirs de Tardón (Hornachuelos, Còrdova) i San Antonio del Valle de Galleguillos, fundats per Mateo de la Fuente, també s'hi uniren durant un temps, però se'n separaren en 1603 per formar-ne una congregació separada que només arribà a tenir quatre monestirs i un hospital a Sevilla, i seguia una disciplina més rigorosa fins que fou suprimida en 1788.

### Congregació Basiliana d'Itàlia i Espanya
Finalment, per evitar-ne l'extinció, l'1 de novembre de 1579 Gregori XIII va promulgar l'encíclica Benedictus Dominus: s'hi decretava la unió dels monestirs grecs italians amb els monestirs basilians llatins del sud d'Espanya, formant la Congregació Basiliana d'Itàlia i Espanya, amb la casa mare a Grottaferrata.
Mentrestant, els monestirs basilians hispànics, amb una disciplina menys rigorosa, van créixer i formaren la Congregació de Basilians d'Espanya, amb dues províncies: Castella i Andalusia, governades per un vicari general que depenia, almenys nominalment, del superior general de Grottaferrata. Els centres de cada província foren Salamanca i Sevilla. Tingueren el seu punt culminant durant el segle xvii, amb personalitats com Alfonso Clavel, historiador de l'orde, Diego Niceno, escriptor ascètic, Luis de los Ángeles, autor de les Instrucciones a los novicios (Sevilla, 1615) o Felipe de la Cruz.
En començar el segle xviii l'orde, tant a Itàlia com a Espanya, s'havia apropat a l'Orde de Sant Benet i adoptà el ritual llatí. Les polítiques secularitzadores del final del segle i primer terç del XIX van anorrear-la: en 1835 foren suprimits els monestirs espanyols, que mai més tornarien a restablir-se, i en 1866 els del Regne de Nàpols; només va quedar obert el de Grottaferrata, per estar situat als Estats Pontificis.

### Orde Basilià Italià
En 1881, Lleó XIII va fer restaurar-hi la tradició bizantina i el ritual grec, començant la revifalla de l'orde. En 1901 s'adoptà una nova constitució i Arsenio Pellegrini en fou el primer abat regular des de 1462, quan s'havia instaurat l'abadiat comandatari. En 1937 Pius XII va erigir Grottaferata com a abadia directament dependent de la Santa Seu.
Avui, l'orde compta amb tres monestirs, tots ells a Itàlia, i forma part de l'Església Catòlica Italo-albanesa, de ritual oriental.

## Activitat i difusió
Els basilians d'Itàlia fan vida contemplativa: estudi, treball i pregària, dedicant-se particularment a conrear les relacions ecumèniques entre les esglésies d'occident i orient.
Al final de 2005 l'orde tenia 3 monestirs i 18 monjos, 13 dels quals eren sacerdots.